# Страна Рождества (телесериал)
«Страна Рождества» (англ. NOS4A2) — американский драматический сериал ужасов по мотивам одноимённого романа Джо Хилла, вышедший в 2019 году на канале AMC. Автор сериала — Джейми О’Брайан. Главные роли сыграли Эшли Каммингс, Закари Куинто, Олафур Дарри Олафссон, Вирджиния Кулл и Эбон Мосс-Бакрак.
20 июля 2019 года канал AMC продлил телесериал на второй сезон, который вышел в 2020 году и стал последним.

## Сюжет
Шоу расскажет о Вик МакКвин — молодой художнице, которая поборется с бессмертным маньяком Чарльзом Мэнксом. Он удерживает души похищенных и убитых им детей в зловещей Стране Рождества.

## Актёрский состав

### Главные актёры
- Эшли Каммингс — Вик Маккуин
- Оулавюр Дарри Оулафссон — Бинг Партридж
- Джакара Дж. Смит — Мэгги Ли
- Эбон Мосс-Бакрак — Крис Маккуин
- Вирджиния Кулл — Линда Маккуин
- Закари Куинто — Чарли Мэнкс
- Джонатан Лэнгдон — Лу Кармоди

### Приглашённые актёры
- Карен Питтман — Энджела Брюстер
- Рармиан Ньютон — Дрю
- Дэрби Кэмп — Хейли Смит
- Эшли Романс — Табита Хаттер

## Список эпизодов
Все серии первого сезона доступны для просмотра на сервисе-по-запросу AMC Premiere со 2 июня 2019 года.
| № общий | № в сезоне | Название                                                            | Режиссёр         | Автор сценария     | Дата премьеры | Зрители в США (млн) |
| ------- | ---------- | ------------------------------------------------------------------- | ---------------- | ------------------ | ------------- | ------------------- |
| 1       | 1          | «Короткий путь» «The Shorter Way»                                   | Кари Скогланд    | Джэми О’Брайэн     | 2 июня 2019   | 1,11                |
| 2       | 2          | «Кладбище того, что могло бы быть» «The Graveyard of What Might Be» | Кари Скогланд    | Марк Ричард        | 9 июня 2019   | 0,89                |
| 3       | 3          | «Человек в противогазе» «The Gas Mask Man»                          | Джон Шибан       | Маркус Гардли      | 16 июня 2019  | 0,92                |
| 4       | 4          | «Дом сна» «The House of Sleep»                                      | Джон Шибан       | Меган Мостин-Браун | 23 июня 2019  | 0,73                |
| 5       | 5          | «Призрак» «The Wraith»                                              | Тим Соутэм       | Люси Турбер        | 30 июня 2019  | 0,74                |
| 6       | 6          | «Тёмные тоннели» «The Dark Tunnels»                                 | Тим Соутэм       | Томас Брэди        | 7 июля 2019   | 0,67                |
| 7       | 7          | «Ножницы для бродяги» «Scissors for the Drifter»                    | Джереми Уэбб     | Джэми О’Брайэн     | 14 июля 2019  | 0,66                |
| 8       | 8          | «Парнас» «Parnassus»                                                | Джереми Уэбб     | Меган Мостин-Браун | 21 июля 2019  | 0,78                |
| 9       | 9          | «Санный дом» «Sleigh House»                                         | Ханель Кулпеппер | Томас Брэди        | 28 июля 2019  | 0,68                |
| 10      | 10         | «Ганбаррел» «Gunbarrel»                                             | Стефан Шварц     | Джэми О’Брайэн     | 28 июля 2019  | 0,68                |

## Производство

### Разработка
8 декабря 2015 года стало известно, что канал «AMC» работает над сериалом «Страна Рождества» по одноимённому роману Джо Хилла, руководство ведёт поиски сценариста. Производство должны были заняться «The Tornante Company» и «AMC Studios». 31 мая 2017 года начала работу сценарная группа, которую возглавила Джейми О’Брайан — вместе с Хиллом она также выступит в роли исполнительного продюсера шоу. 10 апреля 2018 канал заказал производство первого сезона из 10-ти эпизодов, а О’Брайан выступит в качестве шоураннера, а Лорен Коррао будет выполнять функции соисполнительного продюсера.

### Кастинг
17 июня 2018 Олафур Дарри Олафссон, Вирджиния Кулл и Эбон Мосс-Бакрак получили роли в сериале. 5 июля стало известно, что к актёрскому составу присоединилась Якхара Смит. 18 августа роль получила Карен. 13 сентября Эшли Каммингс и Закари Куинто утвердили на главные роли — Вик МакКвин и Чарли Мэнкса. 12 октября Рармян Ньютон и Дарби Кэмп присоединились к списку исполнителей. 17 декабря стало известно, что Эшли Роман появится в сериале.

## Релиз
20 декабря 2018 года в Интернете появилась первая фотография Закари Куинто в образе Чарли Мэнкса.